# Глухов, Михаил Кузьмич
Михаил Кузьмич Глухов (24 ноября 1902, Булак, Актюбинский уезд, Тургайская область — 12 декабря 1985, Чкаловск) — советский военачальник, генерал-майор авиации (04 февраля 1944). Участник Великой Отечественной войны.

## Биография
С 8 мая 1918 года служил в Рабоче-крестьянской Красной армии и занимал должности начальника.
В Великую Отечественную войну занимал должности:
- с 22 июня 1941 — начальник штаба 8-й смешанной авиационной дивизии Северо-Западного фронта.
- с 17 июля 1941 — начальник штаба и временно исполняющий обязанности по должности командующего ВВС 8-й армии Северо-Западного и Ленинградского фронтов.
- с 10 мая 1942 — начальник штаба 202-й авиационной дивизии, начальник оперативного отдела 1-й воздушной армии Западного фронта, начальник оперативного отдела и заместитель начальника штаба 14-й воздушной армии 3-го Прибалтийского фронта.

## Награды
- 2 Орден Ленина (21.02.1945)[1]
- 3 Ордена Красного Знамени(23.11.1942; 03.11.1944; 20.06.1949)[2][3];
- Орден Кутузова II степени (19.03.1944)[4];
- Орден Богдана Хмельницкого II степени (29.06.1945);
- Орден Отечественной войны I степени (12.08.1943)[5];
- Медаль «XX лет Рабоче-Крестьянской Красной Армии» (22.02.1938);
- Медаль «За победу над Германией в Великой Отечественной войне 1941—1945 гг.» (09.05.1945);
- Медаль «За оборону Ленинграда» (22.12.1942);
- Медаль «За оборону Москвы» (01.05.1944)[6].